# Sapucai (Paraguarí)
Sapucai é uma cidade do Paraguai, Departamento Paraguarí. Possui uma população de 6.546 habitantes. Sua economia é baseada na agricultura.

## Transporte
O município de Sapucai é servido pelas seguintes rodovias:
- Caminho em pavimento ligando a cidade de Villarrica (Departamento de Guairá) ao município de Paraguarí[1][2][3]